# Super Bowl XLVI
Super Bowl XLVI je bio završna utakmica 92. po redu sezone nacionalne lige američkog nogometa. U njoj su se sastali pobjednici AFC konferencije New England Patriotsi i pobjednici NFC konferencije New York Giantsi. Pobijedili su Giantsi rezultatom 21:17, kojima je to bio osmi osvojeni naslov, četvrti u eri Super Bowla.
Utakmica je odigrana na Lucas Oil Stadiumu u Indianapolisu u Indiani, kojem je to bilo prvo domaćinstvo utakmice Super Bowla.

## Tijek utakmice
| Četvrtina | Vrijeme | Momčad | Informacija o promjeni rezultata                                                      | Rezultat | Rezultat |
| Četvrtina | Vrijeme | Momčad | Informacija o promjeni rezultata                                                      | Patriots | Giants   |
| --------- | ------- | ------ | ------------------------------------------------------------------------------------- | -------- | -------- |
| 1         | 8:52    | NYG    | safety nakon prekršaja                                                                | 0        | 2        |
| 1         | 3:24    | NYG    | touchdown dodavanjem (Manning-Cruz), uspješan pokušaj za dodatni poen (Tynes)         | 0        | 9        |
| 2         | 13:48   | NE     | field goal (Gostkowski)                                                               | 3        | 9        |
| 2         | 0:08    | NO     | touchdown dodavanjem (Brady-Woodhead), uspješan pokušaj za dodatni poen (Gostkowski)  | 10       | 9        |
| 3         | 11:20   | NE     | touchdown dodavanjem (Brady-Hernandez), uspješan pokušaj za dodatni poen (Gostkowski) | 17       | 9        |
| 3         | 6:43    | NYG    | field goal (Tynes)                                                                    | 17       | 12       |
| 3         | 0:35    | NYG    | field goal (Tynes)                                                                    | 17       | 15       |
| 4         | 0:57    | NYG    | touchdown probijanjem (Bradshaw), neuspješan pokušaj za dva dodatna poena             | 17       | 21       |

## Statistika utakmice

### Statistika po momčadima
| Statistika                                                      | New England Patriots | New York Giants |
| --------------------------------------------------------------- | -------------------- | --------------- |
| Prvih pokušaja                                                  | 21                   | 26              |
| Ukupno osvojenih jardi                                          | 349                  | 396             |
| Broj napada probijanjem                                         | 19                   | 28              |
| Ukupno jardi osvojenih probijanjem                              | 83                   | 114             |
| Broj napada s kompletiranim dodavanjem/ukupno napada dodavanjem | 27/41                | 30/40           |
| Ukupno jardi osvojenih dodavanjem                               | 266                  | 282             |
| Izgubljenih lopti                                               | 1                    | 0               |
| Prekršaji (izgubljenih jardi)                                   | 5 (28)               | 4 (24)          |
| Vrijeme posjeda lopte (min:s)                                   | 22:55                | 37:05           |

### Statistika po igračima

#### Najviše jardi dodavanja
| Quarterback       | Dodavanja* | Yds** | TD*** | Int**** |
| ----------------- | ---------- | ----- | ----- | ------- |
| Tom Brady (NE)    | 27/41      | 276   | 2     | 1       |
| Eli Manning (NYG) | 30/40      | 296   | 1     | 0       |

#### Najviše jardi probijanja
| Igrač                      | Pokušaja* | Yds** | TD*** |
| -------------------------- | --------- | ----- | ----- |
| BenJarvus Green-Ellis (NE) | 10        | 44    | 0     |
| Ahmad Bradshaw (NYG)       | 17        | 72    | 1     |

#### Najviše uhvaćenih jardi dodavanja
| Igrač                | Dodavanja* | Yds** | TD*** |
| -------------------- | ---------- | ----- | ----- |
| Aaron Hernandez (NE) | 8/14       | 67    | 1     |
| Hakeem Nicks (NYG)   | 10/13      | 109   | 0     |

Napomena: * - broj kompletiranih dodavanja/ukupno dodavanja, ** - ukupno jardi dodavanja, *** - broj touchdownova (polaganja), **** - broj izgubljenih lopti